# Fairy Tail (sezonul 3)
Fairy Tail Sezonul 3 (2011)
Episoadele din sezonul trei al seriei anime Fairy Tail se bazează pe seria manga Fairy Tail de Hiro Mashima. Sezonul trei din Fairy Tail, serie de anime, este regizat de Shinji Ishihira și produs de A-1 Pictures și Satelight și a început să fie difuzat pe data de 4 aprilie 2011 la TV Tokyo și s-a încheiat la data de 8 octombrie 2011.
Episoadele din sezonul trei al seriei anime Fairy Tail fac referire la arcul Edolas, în care breasla devine prinsă în universul paralel Edolas unde Faust încearcă să restaureze magia împărăției sale și să se întoarcă în lumea lor cu ajutorul fiicei lui Faust, Mystogan, Happy și pisicilor cu aripi numite Exceed. Restul ajustează arcul Insula Sirius, care se concentrează pe Natsu și alți membri ai breslei unde își iau examenul de clasă S pe Insula Sirius.

## Lista episoadelor
| Nr. Ep. Original | Nr. Ep. Serie | Nr. Ep. Sezon | Titlu                                 | Apariție           |
| ---------------- | ------------- | ------------- | ------------------------------------- | ------------------ |
| 73               | 73            | 1             | Curcubeul florilor de cireș           | 4 aprilie 2011     |
| 74               | 74            | 2             | Prima slujbă importantă a lui Wendy!? | 11 aprilie 2011    |
| 75               | 75            | 3             | Cursa de anduranță de 24 de ore       | 16 aprilie 2011    |
| 76               | 76            | 4             | Gildarts                              | 23 aprilie 2011    |
| 77               | 77            | 5             | Tărâmul Pământului                    | 30 aprilie 2011    |
| 78               | 78            | 6             | Edolas                                | 7 mai 2011         |
| 79               | 79            | 7             | Vânătoarea de zâne                    | 14 mai 2011        |
| 80               | 80            | 8             | Cheia speranței                       | 21 mai 2011        |
| 81               | 81            | 9             | Sfera de foc                          | 28 mai 2011        |
| 82               | 82            | 10            | Bine ați venit acasă                  | 4 iunie 2011       |
| 83               | 83            | 11            | Extalia                               | 11 iunie 2011      |
| 84               | 84            | 12            | Zburați, spre prietenii voștri!       | 18 iunie 2011      |
| 85               | 85            | 13            | Codul ETD                             | 25 iunie 2011      |
| 86               | 86            | 14            | Erza vs. Erza                         | 2 iulie 2011       |
| 87               | 87            | 15            | Vorbim despre viață aici!             | 9 iulie 2011       |
| 88               | 88            | 16            | Pentru dragul sake, Râul Stelelor     | 16 iulie 2011      |
| 89               | 89            | 17            | Lanțul dragonului al apocalipsei      | 23 iulie 2011      |
| 90               | 90            | 18            | Băiatul de atunci                     | 30 iulie 2011      |
| 91               | 91            | 19            | Simțul de dragon                      | 6 august 2011      |
| 92               | 92            | 20            | Aceia care sunt în viață              | 13 august 2011     |
| 93               | 93            | 21            | Eu stau aici                          | 20 august 2011     |
| 94               | 94            | 22            | La revedere Edolas                    | 27 august 2011     |
| 95               | 95            | 23            | Lisanna                               | 3 septembrie 2011  |
| 96               | 96            | 24            | Cel ce șterge viața                   | 10 septembrie 2011 |
| 97               | 97            | 25            | Cel mai bun partener                  | 17 septembrie 2011 |
| 98               | 98            | 26            | Cine este cel care are noroc?         | 24 septembrie 2011 |
| 99               | 99            | 27            | Natsu vs. Gildarts                    | 1 octombrie 2011   |
| 100              | 100           | 28            | Mest                                  | 8 octombrie 2011   |